# Einer Rubio
Einer Augusto Rubio Reyes (* 22. února 1998) je kolumbijský profesionální silniční cyklista jezdící za UCI WorldTeam Movistar Team.

## Hlavní výsledky
2017
10. místo Giro del Medio Brenta
2018
vítěz GP Capodarco
Giro Ciclistico d'Italia
vítěz 5. etapy
Giro del Friuli-Venezia Giulia
4. místo celkově
 vítěz vrchařské soutěže
vítěz 2. etapy
Giro della Valle d'Aosta
4. místo celkově
8. místo Giro del Medio Brenta
2019
Giro Ciclistico d'Italia
2. místo celkově
 vítěz vrchařské soutěže
vítěz 9. etapy
4. místo Giro del Medio Brenta
4. místo Trofeo Città di San Vendemiano
6. místo Piccolo Giro di Lombardia
6. místo Giro del Belvedere
2021
Vuelta a Asturias
5. místo celkově
Vuelta a Burgos
7. místo celkově
 vítěz soutěže mladých jezdců
2022
4. místo Giro della Toscana
Tour de Langkawi
5. místo celkově
Tour de Romandie
10. místo celkově
2023
Giro d'Italia
vítěz 13. etapy
UAE Tour
vítěz 3. etapy
Vuelta a Asturias
2. místo celkově
Vuelta a San Juan
4. místo celkově
Vuelta a Burgos
5. místo celkově
Route d'Occitanie
9. místo celkově
2024
Giro d'Italia
7. místo celkově

### Výsledky na Grand Tours
| Grand Tour      | 2020 | 2021 | 2022 | 2023 | 2024 |
| --------------- | ---- | ---- | ---- | ---- | ---- |
| Giro d'Italia   | 58   | 39   | —    | 11   | 7    |
| Tour de France  | —    | —    | —    | —    |      |
| Vuelta a España | —    | —    | —    | 16   |      |

| —   | Nezúčastnil se |
| DNF | Nedokončil     |